# Suat Türker
Suat Türker (* 10. März 1976 in Bayburt, Türkei; † 12. Februar 2023) war ein deutscher Fußballspieler.

## Sportliche Laufbahn

### Spielerkarriere
Bis Ende der Saison 2005/06 konnte Türker in 123 Regionalligaspielen beim TSF Ditzingen, den Amateuren des FC Bayern München, der TSG Hoffenheim, Borussia Neunkirchen und Kickers Offenbach 36 Tore erzielen. In der 2. Bundesliga gelangen ihm in 89 Spielen für Kickers Offenbach 37 Tore. Seine Tore in der Saison 2004/05 trugen wesentlich zum Aufstieg der Kickers in die zweite Liga bei.
Zur Saison 2008/09 unterschrieb Suat Türker beim SC Freiburg einen Zwei-Jahres-Vertrag. Am 20. Januar 2009 kehrte er nach einem halben Jahr in Freiburg wieder zu Kickers Offenbach zurück. In Offenbach konnte er nicht an seine alten Leistungen anknüpfen und verlor seinen Stammplatz. Die Hinrunde der Saison 2009/10 verbrachte er zumeist als Ersatzspieler auf der Bank.
Am 22. Januar 2010 gab der SV Wehen Wiesbaden die Verpflichtung Türkers bekannt. Türker erhielt in Wiesbaden einen Vertrag bis zum Ende der Saison 2010/11. Nachdem er in der Rückrunde der Saison 2009/10 die Erwartungen nicht erfüllt hatte und in der nachfolgenden Spielzeit kaum noch eingesetzt worden war, einigten sich Türker und der SVWW im Januar 2011 vor Beginn der Rückrunde auf eine vorzeitige Auflösung des Vertrags. Nach einer Zeit der Vereinslosigkeit wurde Türker im August 2011 von der zweiten Mannschaft der Offenbacher Kickers für ein Jahr verpflichtet. Nach diesem Jahr beendete Türker im Sommer 2012 seine Profikarriere. Später lief er für den VfL Lauterbach auf und war in der A-Liga auch Spielertrainer.

### Erfolge
- Zweitligameister mit dem SC Freiburg 2008/09
  - Aufstieg in die Fußball-Bundesliga mit dem SC Freiburg 2008/09
- Regionalligameister mit Kickers Offenbach 2004/05
  - Aufstieg in die 2. Fußball-Bundesliga mit Kickers Offenbach 2004/05

### Weiterer Werdegang & Trainerlaufbahn
Beim OFC wechselte Türker vom Spielfeld in die Marketingabteilung und übernahm überdies die Leitung der vereinseigenen Fußballschule. Im Zuge der Insolvenz der Offenbacher verlor er seine Anstellung. Zur Saison 2016/17 trat Suat Türker beim Hessenligisten SC Viktoria Griesheim seinen ersten Posten als Cheftrainer an, wo er im Herbst 2017 entlassen wurde. Zur Saison 2022/23 übernahm er den Posten als Cheftrainer beim Verbandsligisten SV Dersim Rüsselsheim, den er allerdings nach wenigen Wochen wieder aufgab.
Suat Türker starb am 12. Februar 2023 im Alter von 46 Jahren an einem Herzinfarkt.